# Creedence Clearwater Revival (album)
Albums de Creedence Clearwater Revival
Bayou Country
(1969)
Creedence Clearwater Revival est le premier album du groupe américain Creedence Clearwater Revival, sorti en 1968. Il est produit par Saul Zaentz. Deux singles sont extraits de l'album, I Put a Spell on You (une reprise de Screamin' Jay Hawkins) et Susie Q (interprété à l'origine par Dale Hawkins), qui ont été respectivement classés en 58e et 11e positions des ventes aux États-Unis. Quant à l'album, il atteint la 52e position.

## Liste des chansons
| 1. | I Put a Spell on You | Screamin' Jay Hawkins                                  | 4:33 |
| 2. | The Working Man      | John Fogerty                                           | 3:04 |
| 3. | Susie Q              | - Eleanor Broadwater - Dale Hawkins - Stanley S. Lewis | 8:37 |

| 4. | Ninety-Nine and a Half (Won't Do) | - Stephen Lee Cropper - Eddie Lee Floyd - Wilson Pickett | 3:39 |
| 5. | Get Down Woman                    | J.Fogerty                                                | 3:09 |
| 6. | Porterville                       | J.Fogerty                                                | 2:24 |
| 7. | Gloomy                            | J.Fogerty                                                | 3:51 |
| 8. | Walk on the Water                 | - J.Fogerty - Tom Fogerty                                | 4:40 |

| 9.  | Call It Pretending                                                               | J.Fogerty                      | 2:09  |
| 10. | Before You Accuse Me (1968 Outtake)                                              | Elias "Bo Diddley" Mc Daniel   | 3:24  |
| 11. | Ninety-Nine and a Half (Won't Do) (Live at The Fillmore, San Francisco, 14/3/69) | - Cropper - Floyd - Pickett    | 3:47  |
| 12. | Susie Q (Live at The Fillmore, San Francisco, 14/3/69)                           | - Broadwater - Hawkins - Lewis | 11:45 |

## Musiciens
- John Fogerty - guitare solo, chant
- Tom Fogerty - guitare rythmique, chœurs
- Stu Cook - basse
- Doug Clifford - batterie

## Classements hebdomadaires
| Classement (1968)          | Meilleure position |
| -------------------------- | ------------------ |
| États-Unis (Billboard 200) | 52                 |
| France (IFOP)              | 2                  |

| Classement (1996)  | Meilleure position |
| ------------------ | ------------------ |
| Norvège (VG-lista) | 29                 |

## Certifications
| Pays              | Certification | Date       | Ventes    |
| ----------------- | ------------- | ---------- | --------- |
| États-Unis (RIAA) | Platine       | 13/12/1990 | 1 500 000 |

## Ventes
L'album s'est vendu à 2 680 000 exemplaires dans le monde.